# Bendiks

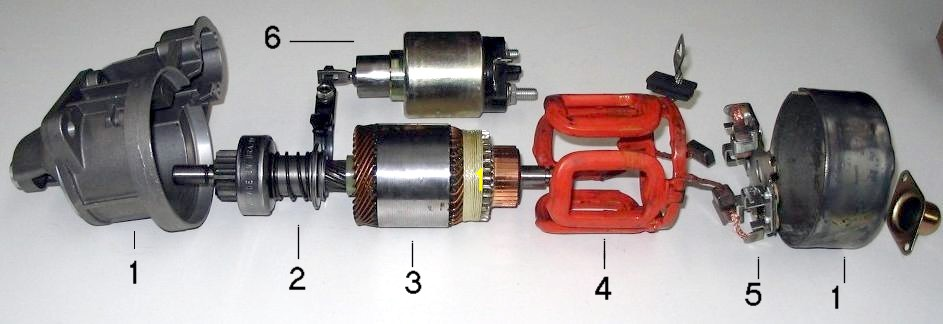
Bendiks na rysunku oznaczony cyfrą „2”

Bendiks – część rozrusznika silnika spalinowego. Bendiks to potoczne, nieco przestarzałe określenie na „zespół sprzęgający”.
Składa się ze sprzęgła jednokierunkowego z zębnikiem i sprężyną. Rolą bendiksu jest połączenie rozrusznika z silnikiem spalinowym, poprzez zębate koło zamachowe, tak aby rozrusznik mógł obracać wałem korbowym silnika. Kiedy silnik spalinowy rozpocznie samodzielną pracę, bendiks uniemożliwia przeniesienie napędu z silnika na rozrusznik, co groziłoby uszkodzeniem rozrusznika.